# يونكرز يو 87
طائرة يونكرز يو 87 أو شتوكا (وتنطق خطأ ستوكا) (بالألمانية: Junkers Ju 87) هي طائرة صنعتها ألمانيا النازية في بداية الحرب العالمية الثانية وكانت طائرة فعالة وتفوقت على طائرات الحلفاء، حيث تستخدم للاشتباك الجوي ولقصف الأهداف الأرضية، ولها دور مهم في ضرب الطائرات السوفيتية وهي على ارض المطارات في عملية بارباروسا لاحتلال الاتحاد السوفيتي وأيضاً كان لها دور فعال في احتلال الألمان لفرنسا.
الطائرة الألمانية المخيفة (ستوكا) التي كانت تستخدم من قبل القوات الجوية الرومانية، وأيضاً من القوات الألمانية في العديد من الجبهات، كانت تحمل كمية كبيرة جداً من المتفجرات تزيد عن 3200 رطل، كما كانت تصدر صوتاً مرعباً للأعداء.

## معرض صور

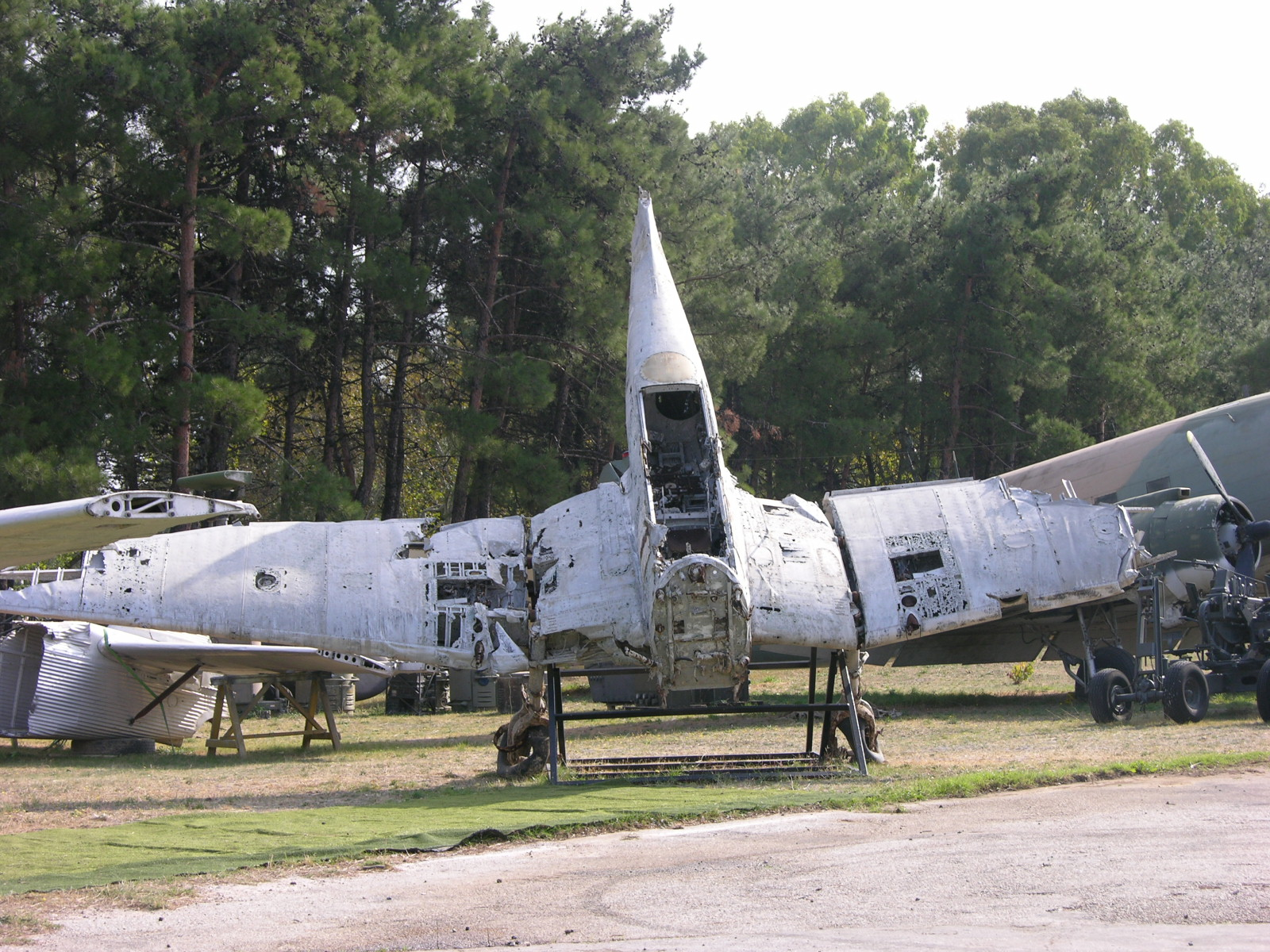
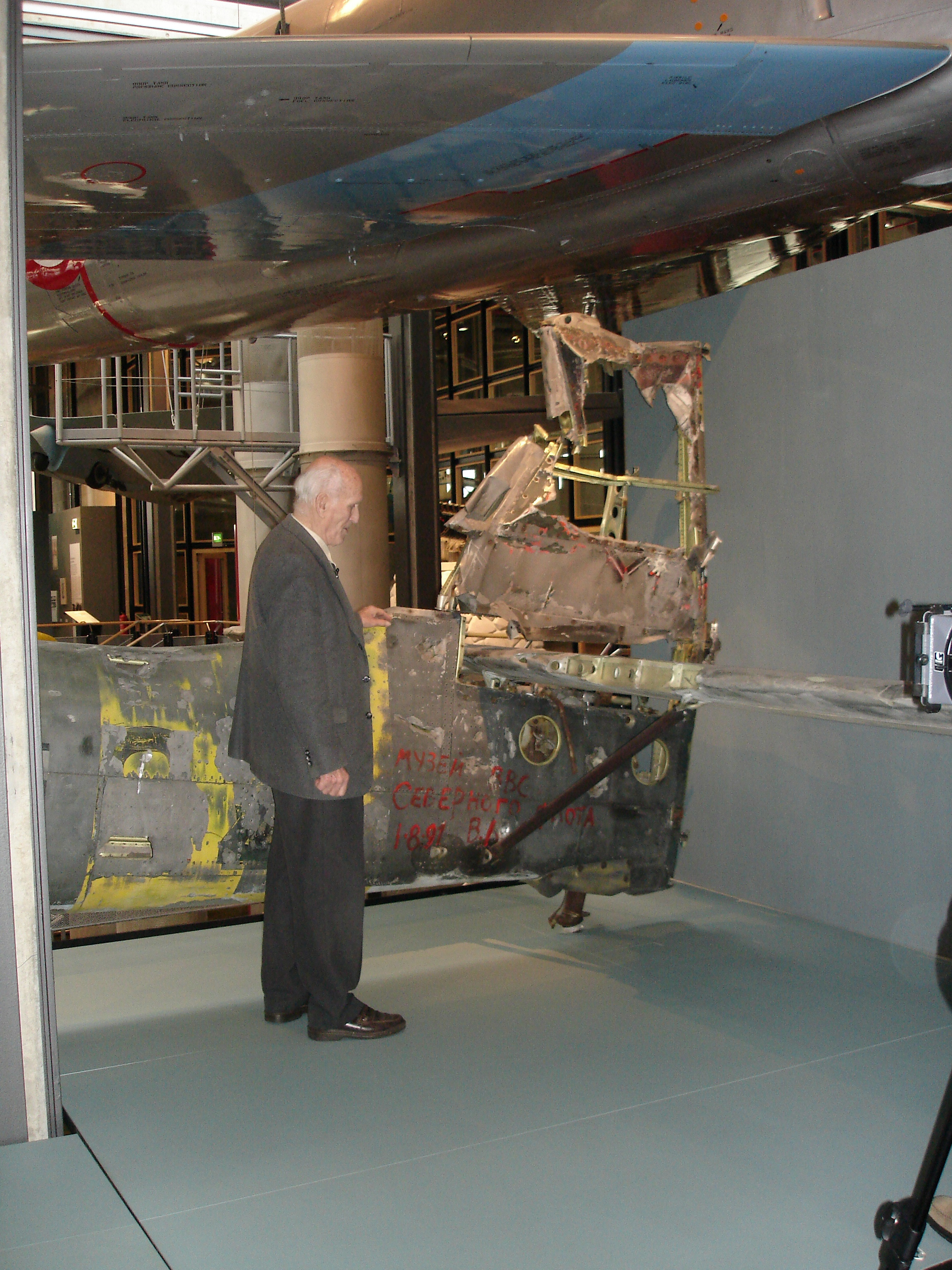
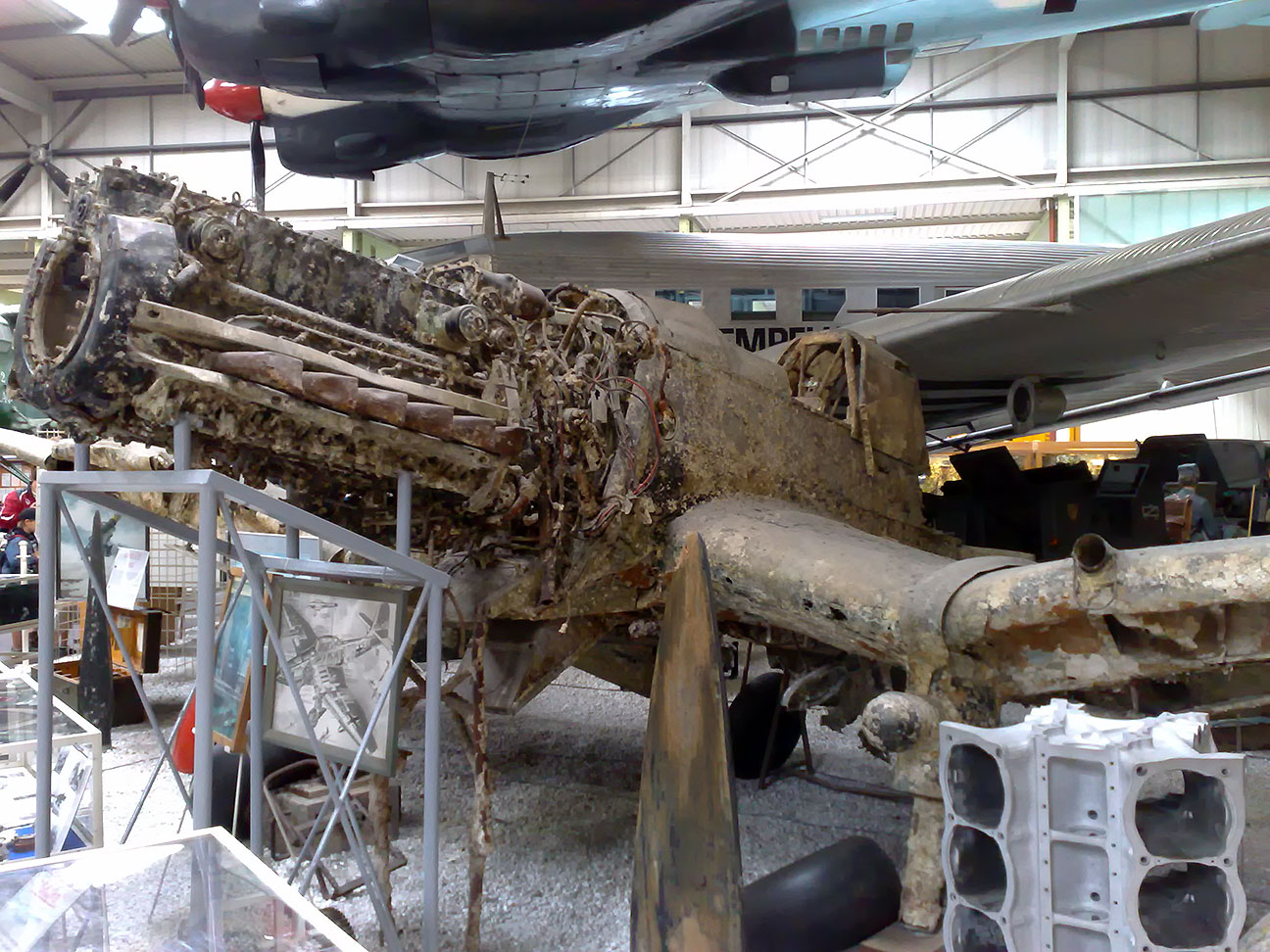